# Carl Seidel
Carl Seidel oder Karl Ludwig Seidel (* 14. Oktober 1788 in Berlin; † 15. August 1844 ebenda) war ein Kunstschriftsteller, Philosoph und Dichter.

## Leben
Seidel sollte ursprünglich den Beruf eines Kaufmanns ergreifen, studierte aber Philosophie und Kunstwissenschaften. 1826 promovierte er in Philosophie und erhielt 1840 den Titel eines Professors. Am 30. Juli 1840 heiratete er seine Schülerin Emilie Detroit.
Daneben spielte er Gitarre und schrieb theoretische Artikel, Erzählungen und Reiseberichte für zahlreiche Zeitschriften. Von Bedeutung ist seine Novelle Der Brautkampf, die 1819 in der Dresdner Abendzeitung erschien und Theodor Hell zu dem Opernlibretto Die drei Pintos inspirierte. Es wurde von Carl Maria von Weber vertont, blieb aber Fragment.
Seidels musikalische Schriften hielt insbesondere Robert Schumann für so bedeutend, dass er ihn als Mitarbeiter für seine Neue Zeitschrift für Musik gewann und in den Jahren 1834 bis 1835 mit ihm korrespondierte.

## Werke
- Charinomos. Beiträge zur allgemeinen Theorie und Geschichte der schönen Künste, 2 Bände, Magdeburg 1825 und 1828
- De saltationibus sacris veterum Romanorum dissertatio, Berlin 1826
- Die schönen Künste zu Berlin im Jahre 1826, Berlin 1826 (Digitalisat)
- Die schönen Künste zu Berlin im Jahre 1828, Berlin 1828
- Berlins Architektur in kunstwissenschaftlicher Hinsicht, Berlin 1830 (Digitalisat)
- Blüchers Denkmal zu Berlin mit histor. Rückblicken auf die Entwickelung der plastischen Kunst, Berlin 1830
- Den Schönen, o. O. (1835)
- Das Kreuz in der Mark, Berlin 1838